# 卡爾多諾 (考卡省)

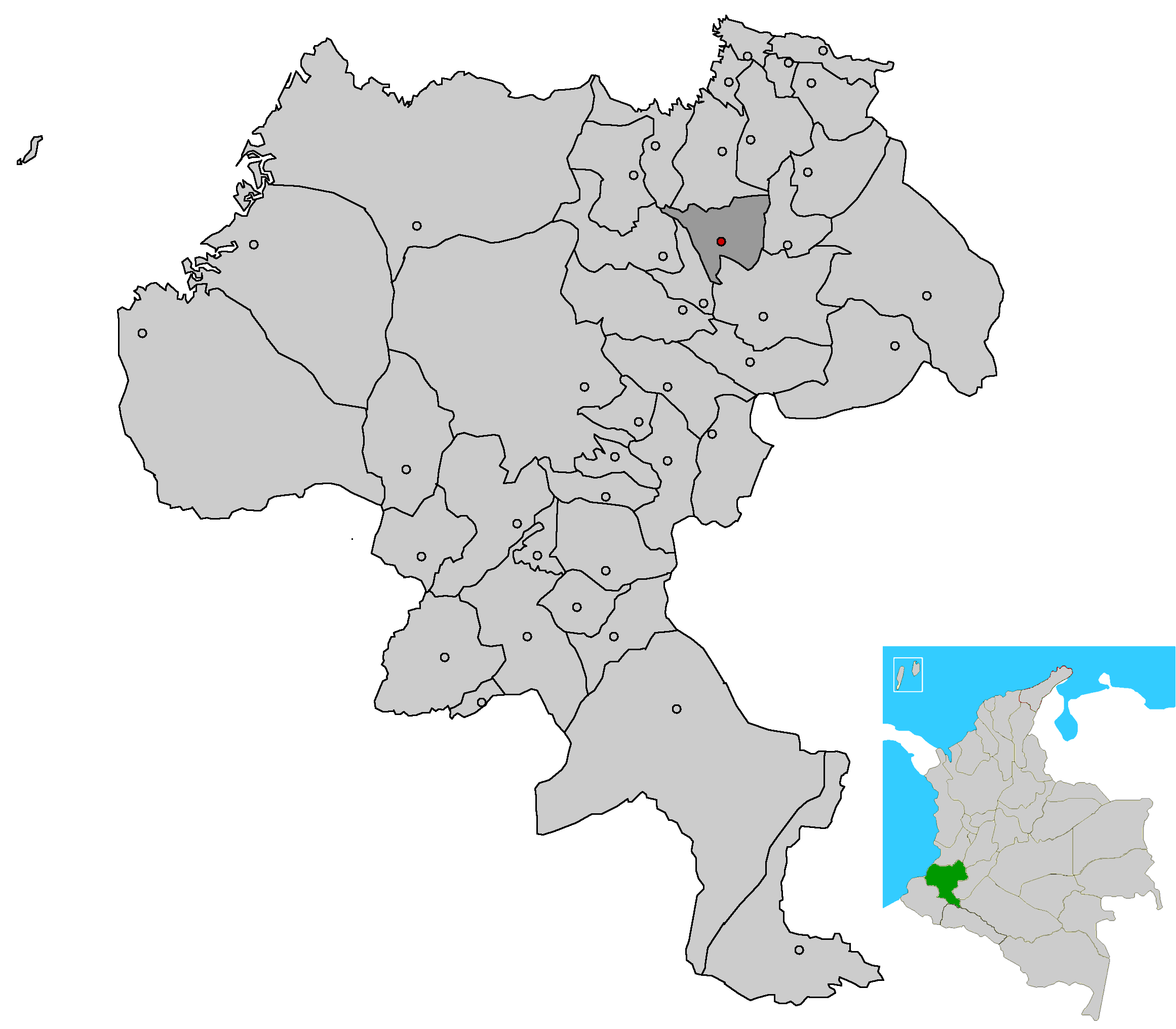

卡爾多諾是哥倫比亞的城鎮，位於該國西南部，由考卡省負責管轄，距離首府波帕揚67公里，始建於1535年，面積379.98平方公里，海拔高度1,800米，2005年人口31,045。
2°48′N 76°32′W / 2.800°N 76.533°W